# Битва полов (теория игр)
Битва полов или семейный спор (англ. Battle of the sexes (BoS), альтернативное расшифровка аббревиатуры — англ. Bach or Stravinsky, «Бах или Стравинский») — одна из основополагающих некооперативных моделей в теории игр, которая предполагает участие двух игроков с разными предпочтениями.
Игра была впервые описана Данканом Льюсом и Говардом Райффа в 1957 году в книге «Игры и решения. Введение и критический обзор».

## Правила игры
Предположим, что семейная пара, муж и жена, должны выбрать одно из двух событий, происходящих одновременно: футбольный матч или мюзикл. Поскольку оба мероприятия проводятся в одно и то же время, супруги могут посетить только одно из них. Участники игры не могут общаться между собой и договориться о совместных действиях, и, как следствие, должны сделать выбор, основываясь исключительно на своём предпочтении или же предугадывая действия партнёра.
Выигрыши победителей выглядят следующим образом: муж получает пользу равную 2 условным единицам (очкам) если пойдёт вместе с женой на футбол, и 1 очко, если они отправятся на мюзикл. Выгода для жены в данном случае противоположная: она выигрывает 2 очка, насладившись мюзиклом, и 1 очко от просмотра футбола. Оба игрока получают по нулю если идут на мероприятие в одиночку, так как хотят провести время вместе и вдвоём им всё же лучше чем по отдельности.
Структура данной игры с участниками, их возможными действиями и результатами, может быть представлена в виде таблицы-матрицы.
|     |        | Жена   |        |
| --- | ------ | ------ | ------ |
|     |        | Футбол | Мюзикл |
| Муж | Футбол | (2,1)  | (0,0)  |
|     | Мюзикл | (0,0)  | (1,2)  |

## Анализ игры
Если муж уверен в том, что жена непременно выберет мюзикл, для него было бы лучше составить ей компанию, нежели идти одному на футбол. Если же, напротив, он считает, что жена пожертвует собой и выберет матч, тогда ему лучше всего не отступать от своего изначального предпочтения. Рассуждения жены будут аналогичными.
Анализ битвы полов приводит к логическому заключению, что игра имеет более одного равновесия Нэша. Поскольку супругам лучше вдвоём нежели врозь, то в игре есть два равновесных положения: [Футбол; Футбол] и [Мюзикл; Мюзикл]. В данной игре не существует доминирующей стратегии, и никто из участников не намерен отклоняться от равновесия, как только таковое будет достигнуто.
Кроме того, игроки не могут увеличить свою выгоду, не отнимая пользы у партнёра. Даже несмотря на то, что в любом случае кто-то получит в два раза больше очков, чем другой, совокупная польза всё равно будет большей по сравнению со случаем, когда супруги расходятся в разные стороны поодиночке.
Представленная выше модель битвы полов является игрой с одновременными действиями. Если же, напротив, изобразить версию игры с последовательными действиями, то игрок, имеющий право ходить первым, будет иметь преимущество. Так, если муж будет выбирать первым, то равновесие игры будет на его стороне [Футбол; Футбол] с соответствующими выигрышами (2,1). И наоборот, если жена имеет приоритетный ход, то равновесие игры установится в её пользу [Мюзикл; Мюзикл] с выигрышами (1,2).
|       |            | Япония     |            |
| ----- | ---------- | ---------- | ---------- |
|       |            | Настаивать | Отказаться |
| Китай | Настаивать | (0,0)      | (3,1)      |
|       | Отказаться | (1,3)      | (0,0)      |

Как видно из таблицы, если Китай будет проводить настойчивую политику, а Япония перестанет претендовать на острова с некоторыми оговорками и условиями (подразумевается определённая выгода взамен), то Китай условно получит 3 очка, а Япония — одно, и наоборот. В случае, если оба государства выберут непримиримую политику [Настаивать; Настаивать] или же упустят острова [Отказаться, Отказаться] в пользу другого игрока (например, Тайваня), они рискуют и вовсе потерять возможность какой-либо выгоды и в итоге останутся с нулевым выигрышем. Итак, каждая сторона конфликта, настаивая, может выиграть 3 очка, в то время как отказываясь — одно очко. Каждый участник игры, несомненно, будет стараться максимизировать свой выигрыш, проводя настойчивую политику, несмотря на стратегию противника.
Положение конфликта с нулевой суммой не удовлетворяет обоих игроков, поскольку выигрыш от сотрудничества хотя бы одной из стран гораздо больше. Таким образом, в данном случае существует два возможных решения игры, которые находятся в точках равновесия Нэша с соответствующими выигрышами (1,3) или (3,1). Как только игроки окажутся в равновесном положении, никто из них не захочет более менять свою стратегию, поскольку это будет означать повторное сокращение до нуля собственной выгоды.